# NGC 643
NGC 643 (другое обозначение — ESO 29-SC50) — рассеянное звёздное скопление в созвездии Южная Гидра.
Этот объект входит в число перечисленных в оригинальной редакции «Нового общего каталога».
Скопление расположено в Малом Магеллановом облаке. Его возраст оценивается в 1-6 миллиардов лет.